# زي نيوز
زي نيوز (بالإنجليزية: Zee News) هي قناة تلفزيونية إخبارية هندية ناطقة باللغة الهندية. أطلقت القناة في 6 يوليو 1999، وهي القناة الرئيسية لشركة زي الإعلامية المحدودة، التي تنتمي لمجموعة إيسيل. يملك القناة والشركة عموما سوبهاش تشاندرا، وهو عضو مستقل في مجلس الشيوخ الهندي.